# Liste des conseillers généraux de la Nièvre (2008-2011)
Pour un article plus général, voir Conseil départemental de la Nièvre.
Le Conseil départemental de la Nièvre est composé de trente-deux conseillers départementaux.

## Composition du conseil général de la Nièvre (32 sièges)
À la suite des élections cantonales de 2008, le conseil général de la Nièvre est réparti ainsi :
| Parti                                | Sigle | Élus |
| ------------------------------------ | ----- | ---- |
| Majorité (22 sièges)                 |       |      |
| Parti communiste français            | PCF   | 1    |
| Parti socialiste                     | PS    | 19   |
| Divers gauche                        | DVG   | 2    |
| Opposition (9 sièges)                |       |      |
| Divers droite                        | DVD   | 2    |
| Union pour un mouvement populaire    | UMP   | 7    |
| Groupe d'élus non-inscrits (1 siège) |       |      |
| Sans étiquette                       | SE    | 1    |
| Président du Conseil Général         |       |      |
| Marcel Charmant (PS)                 |       |      |

## Liste des conseillers généraux de la Nièvre
| Canton                                   | Circ | Conseiller général   | Parti | Série |
| ---------------------------------------- | ---- | -------------------- | ----- | ----- |
| Arrondissement de Chateau-Chinon (Ville) |      |                      |       |       |
| canton de Château-Chinon (Ville)         | 3    | Henri Malcoiffe      | PS    | 2008  |
| canton de Châtillon-en-Bazois            | 3    | Bernard Martin       | PS    | 2008  |
| canton de Fours                          | 3    | Gérard Genty         | PS    | 2004  |
| canton de Luzy                           | 3    | Jean-Louis Rollot    | PS    | 2004  |
| canton de Montsauche-les-Settons         | 3    | Patrice Joly         | PS    | 2004  |
| canton de Moulins-Engilbert              | 3    | Jacques Guillemain   | DVG   | 2008  |
| Arrondissement de Clamecy                |      |                      |       |       |
| canton de Brinon-sur-Beuvron             | 3    | Emile Vieillard      | PS    | 2008  |
| canton de Clamecy                        | 3    | Jean Louis Lebeau    | PS    | 2008  |
| canton de Corbigny                       | 3    | Jean Paul Magnon     | PS    | 2004  |
| canton de Lormes                         | 3    | Fabien Bazin         | PS    | 2008  |
| canton de Tannay                         | 3    | Philippe Nolot       | DVD   | 2004  |
| canton de Varzy                          | 2    | Lucien Larive        | DVG   | 2004  |
| Arrondissement de Cosne-Cours-sur-Loire  |      |                      |       |       |
| canton de La Charité-sur-Loire           | 2    | Constantin Rodriguez | PS    | 2004  |
| canton de Cosne-Cours-sur-Loire-Nord     | 2    | Michel Poinsard      | PS    | 2008  |
| canton de Cosne-Cours-sur-Loire-Sud      | 2    | Michel Veneau        | UMP   | 2008  |
| canton de Donzy                          | 2    | Thierry Flandin      | DVD   | 2004  |
| canton de Pouilly-sur-Loire              | 2    | Hervé Monnerot       | UMP   | 2008  |
| canton de Prémery                        | 2    | Jacques Legrain      | PS    | 2004  |
| canton de Saint-Amand-en-Puisaye         | 2    | Pascale de Mauraige  | DVD   | 2008  |
| Arrondissement de Nevers                 |      |                      |       |       |
| canton de Decize                         | 3    | Alain Lassus         | PS    | 2004  |
| canton de Dornes                         | 3    | Guy Hourcabie        | DVG   | 2008  |
| canton de Guérigny                       | 2    | Pascal Reuillard     | PC    | 2008  |
| canton d'Imphy                           | 1    | Georges Eymery       | PS    | 2004  |
| canton de La Machine                     | 1    | Daniel Barbier       | PS    | 2004  |
| canton de Nevers-Centre                  | 1    | Daniel Rostein       | UMP   | 2008  |
| canton de Nevers-Est                     | 1    | Marcel Charmant      | PS    | 2004  |
| canton de Nevers-Nord                    | 1    | Jean-Louis Balleret  | PS    | 2004  |
| canton de Nevers-Sud                     | 1    | Yvette Morillon      | PS    | 2004  |
| canton de Pougues-les-Eaux               | 2    | Colette Mongiat      | PS    | 2008  |
| canton de Saint-Benin-d'Azy              | 1    | Jean-Luc Gauthier    | DVD   | 2008  |
| canton de Saint-Pierre-le-Moutier        | 1    | Christian Barle      | DVD   | 2008  |
| canton de Saint-Saulge                   | 3    | Bernadette Larivé    | DVD   | 2004  |